# Roséola
La roséola, también llamada roseola o exantema súbito, es una enfermedad de los niños, especialmente de los menores de dos años, cuyas manifestaciones clínicas se suelen limitar a una erupción transitoria o exantema, que se produce después de haber tenido fiebre durante tres días.
Hasta hace poco su origen era desconocido, pero ahora se sabe que está causada por dos herpesvirus de los humanos, HHV-6 y HHV-7, los cuales se conocen como virus de la roséola. Hay dos variantes del HHV-6, y los estudios en Estados Unidos, Europa y Japón han demostrado que el exantema súbito está causado principalmente por el HHV-6B, que infecta a más del 90 por ciento de los niños de 2 años o menos. Las investigaciones indican que la mayoría de los bebés con infección congénita por el virus HHV-6A heredaron el virus en un cromosoma.

## Características clínicas
La enfermedad afecta generalmente a niños de entre seis meses y tres años de edad, y comienza con una fiebre alta repentina (39 a 40 °C). En casos raros puede causar convulsiones febriles debido al repentino aumento de la temperatura corporal, pero en muchos más casos el niño parece normal. Después de que la fiebre haya cedido aparece de inmediato una erupción de color rosa. Esta, por lo general, comienza en el tronco, extendiéndose hacia el cuello y extremidades superiores para terminar afectando a las inferiores y por último a la cara. La erupción no conlleva prurito y puede durar entre 1 y 2 días. Por el contrario, un niño que padece sarampión por lo general parece más enfermo y presenta síntomas como conjuntivitis y tos, y luego la erupción afecta a la cara durante varios días. En casos excepcionales puede presentarse disfunción hepática.
Los pocos adultos que presentan reactivación del HHV-6 pueden mostrar signos de mononucleosis.

## Tratamiento
Un niño con fiebre debe beber muchos líquidos. Es probable que muchos niños adquieran roséola "subclínica", es decir, que no muestren signos externos de la enfermedad. Otros pueden estar suficientemente afectados como para que la opinión de un médico sea necesaria para confirmar el diagnóstico, y en particular para descartar otras infecciones más graves, como meningitis o sarampión, así como para recetar algún antipirético (medicamento para tratar la fiebre). En caso de convulsiones febriles el consejo médico es esencial. La erupción no es particularmente fuerte, y no necesita tratarse con lociones o cremas especiales. La atención hospitalaria para la roséola infantil consiste en apoyo con antipiréticos y tratamiento de complicaciones gastroenterológicas, respiratorias, hematológicas o del SNC. No existe vacuna contra la roséola.
No es recomendable usar medicamentos anticonvulsivos a corto o largo plazo para bebés que han tenido una convulsión febril secundaria a roséola.

## Afecciones diferentes llamadas "roséola"
En general se ha denominado también roséola a todo eritema sonrosado o asalmonado, de ubicación preferentemente en el tronco y raíz de extremidades, en ocasiones con tacto que recuerda a la piel del melocotón, y que aparece acompañando a numerosas enfermedades víricas o bacterianas.
Clásicamente se dice que es uno de los primeros signos que se manifiestan en la fiebre tifoidea: "roséola en el vientre" hace referencia a manchas rosadas que forman un exantema maculopapuloso, de color salmón, con blanqueamiento, y se localizan principalmente en el abdomen y en el tórax. El exantema resulta evidente en casi el 30 por ciento de los casos al final de la primera semana, y desaparece pasados 2 a 5 días sin dejar rastro. Otros casos típicos de roséola son la roséola sifilítica, en la segunda etapa de la sífilis, y la roséola o sarpullido del sarampión.